# Windows Live ムービーメーカー
Windows Live ムービーメーカー（ウィンドウズ ライブ ムービーメーカー ）とは、かつてマイクロソフトが開発していた動画編集ソフトウェア。Windows Live サービスの一つで、Windows Essentialsの中に含まれていた。
Windows Essentials 2012からは「Windows ムービーメーカー」に改名され、2017年1月10日に配布とサポートを終了した。

## 概要
Windows Me、XP、Vistaに搭載されていたWindows ムービーメーカーとは互換性がない。また、Windows XP以前の環境では動作しない。
写真、動画、音声ファイルをドラッグ&ドロップで編集できる。また同様の操作で順番の入れ替えを行うこともできる。視覚効果を素材ごとに追加することも可能。完成した映像は、WMVなどに書き出すことができ、また、このソフトを経由して直にYouTube などへの投稿も可能。
Windows 7にも対応しており、ジャンプリストが使える。
デザインはWindows 7に標準搭載のペイントやワードパッドに似ている。
Windows Me、XP、Vistaに搭載されていたWindows ムービーメーカーに比べて機能が大幅に削られ簡素化されている。
Windows Essentials 2012からはWindows ムービーメーカーに改名された。
Windows ムービーメーカーは、そのソフトが同梱されているWindows Essentials 2012の配布・サポート終了にともない、2017年1月10日にサポートと配布を終了している。

## 機能
- 写真や動画や音声などをもとに、映像の編集が可能。
- オートムービー機能により、少ないクリックで、映像の作成が可能。
- 公式サイトによると、書き出しの際、QuickTime形式にも対応。
- Windows DVDメーカーを使用し、DVD-R/RWに書き込みが可能。
- リボンインターフェイスを採用。
- YouTubeなどの動画投稿も可能。
- Windows ムービーメーカーより読み込める形式が大幅に増えた。
- 好きな位置に字幕を表示できるようになった。

## 再生可能なファイル形式
- 画像ファイル:jpg, png, bmp, dib, rle, gif, ico, icon, jpeg, jpe, jfif, exif, tiff, tif, wdp
- 動画ファイル:wmv, asf, avi, mpg, vob, mp4, m4v, mp4v, flv, mkv, mov, qt, 3g2, 3gp, 3gp2, 3gpp, k3g, mts, m2t, m2ts, ts, tts, m1v, m2v, mp2v, mpe, mpeg, dvr-ms, mod, mpv2, mqv, wm, wtv, asx, mpa, wmx, wvx, ismv, skm, webm
- 音声ファイル:wma, mp3, wav